# Wrotkarstwo artystyczne na World Games 2009
Wrotkarstwo artystyczne na World Games 2009 w Kaohsiung zostało rozegrane w dniach 21 i 22 lipca 2009 r. w hali sportowej Uniwersytetu I-Shou. Tabelę medalową wygrali reprezentanci Włoch, którzy sięgnęli w tych zawodach po trzy złote medale (wygrali trzy z czterech konkurencji).

## Uczestnicy
| - Argentyna - Australia - Brazylia - Kolumbia - Hiszpania - Francja - Wielka Brytania - Niemcy | - Włochy - Japonia - Nowa Zelandia - Słowenia - Szwajcaria - Chińskie Tajpej - Stany Zjednoczone |

## Medaliści
| Konkurencja             | Złoto                                          | Srebro                                                     | Brąz                                            |
| Mężczyźni indywidualnie | Carles Gasset                                  | Roberto Riva                                               | Marcel Stürmer                                  |
| Kobiety indywidualnie   | Tanja Romano                                   | Nika Arcon                                                 | Monika Lis                                      |
| Pary taneczne           | Włochy · Sara Venerucci · Matteo Guarise       | Stany Zjednoczone · Aubrey Orcutt · Robert Hines           | Niemcy · Christiane Reich · Hannes Muschol      |
| Drużynowo               | Włochy · Gabriele Gasparini · Enrica Gasparini | Hiszpania · Ayelen Morales Constantino · Oscar Molins Ruiz | Stany Zjednoczone · Jonathan Cross · Erin Ovens |

## Tabela medalowa zawodów
| Poz.    | Państwo           |   |   |   |    |
| ------- | ----------------- | - | - | - | -- |
| 1       | Włochy            | 3 | 1 | 0 | 4  |
| 2       | Hiszpania         | 1 | 1 | 0 | 2  |
| 3       | Stany Zjednoczone | 0 | 1 | 1 | 2  |
| 4       | Słowenia          | 0 | 1 | 0 | 1  |
| 5       | Niemcy            | 0 | 0 | 2 | 2  |
| 6       | Brazylia          | 0 | 0 | 1 | 1  |
| Łącznie | Łącznie           | 4 | 4 | 4 | 12 |